# Stenocereus pruinosus
Stenocereus pruinosus är en kaktusväxtart som först beskrevs av Christoph Friedrich Otto och Louis Ludwig Karl Georg Pfeiffer, och fick sitt nu gällande namn av Franz Buxbaum. Stenocereus pruinosus ingår i släktet Stenocereus och familjen kaktusväxter. Inga underarter finns listade i Catalogue of Life.

## Bildgalleri

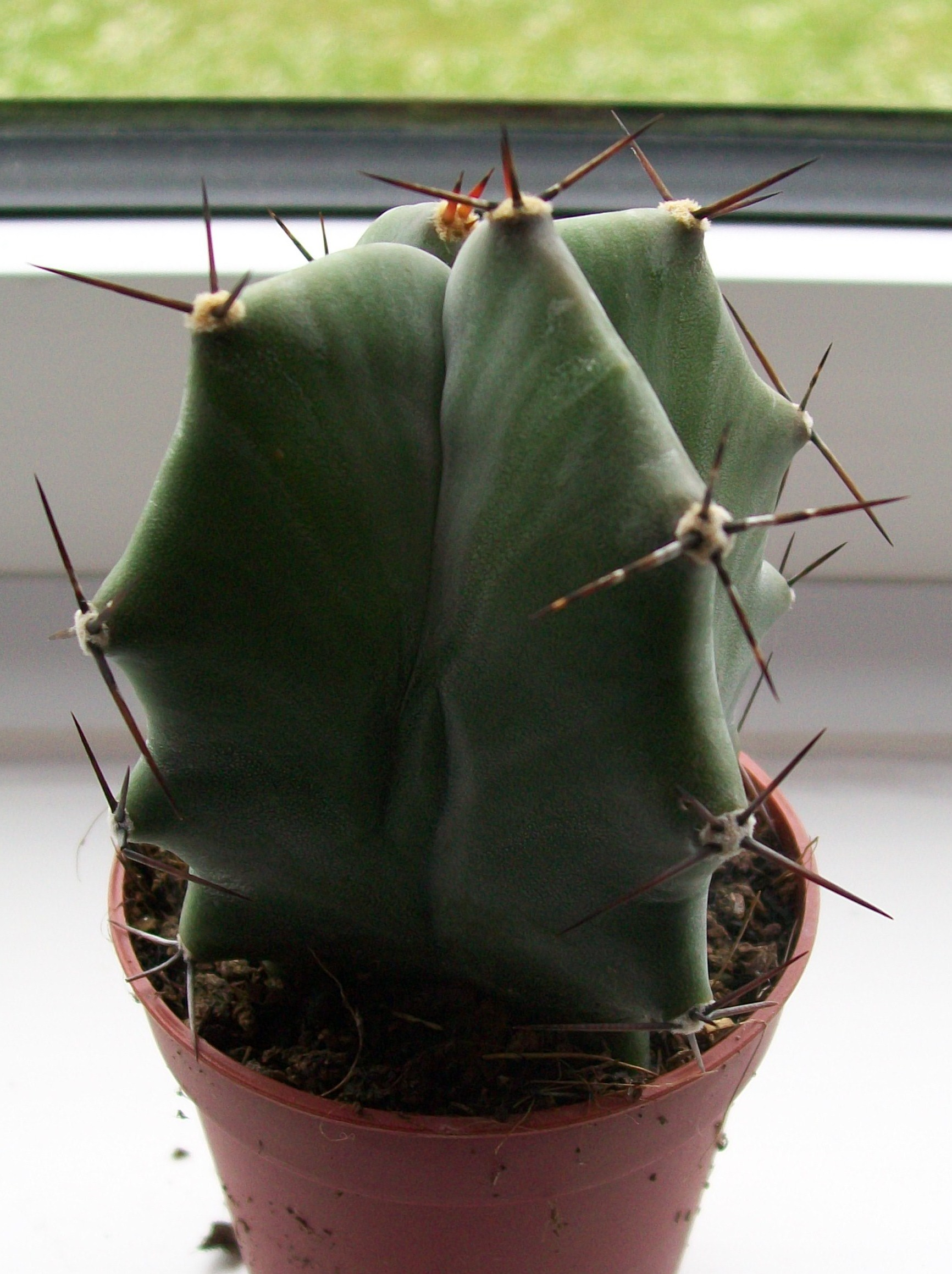
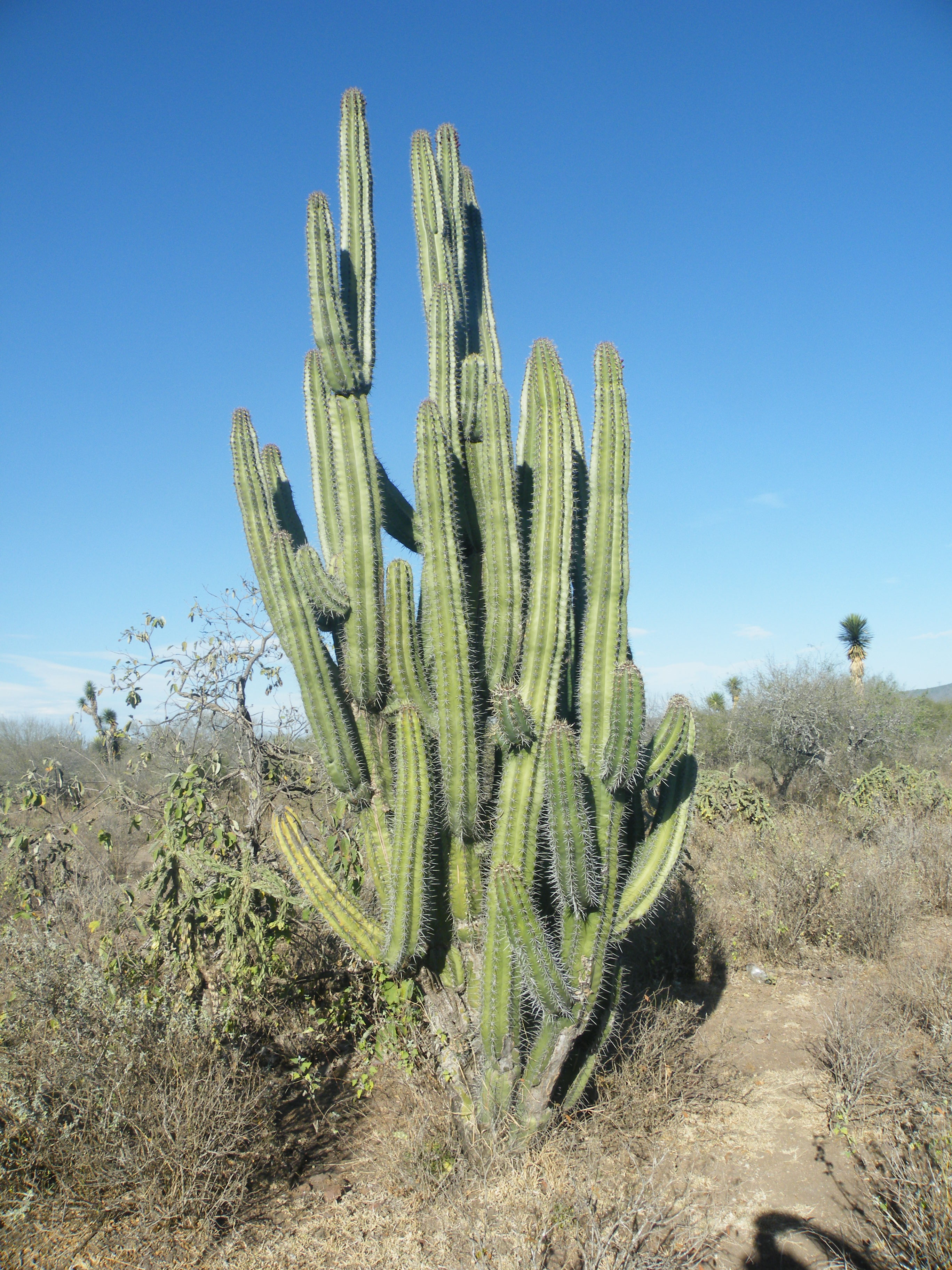